# Anguispira picta
Anguispira picta là một loài ốc sên hô hấp trên cạn cỡ nhỏ, động vật chân bụng thuộc họ Discidae.